# Eloria pellucida
Eloria pellucida är en fjärilsart som beskrevs av Jacob Hübner 1823. Eloria pellucida ingår i släktet Eloria och familjen tofsspinnare. Inga underarter finns listade i Catalogue of Life.